# معبد آتنا (پستوم)

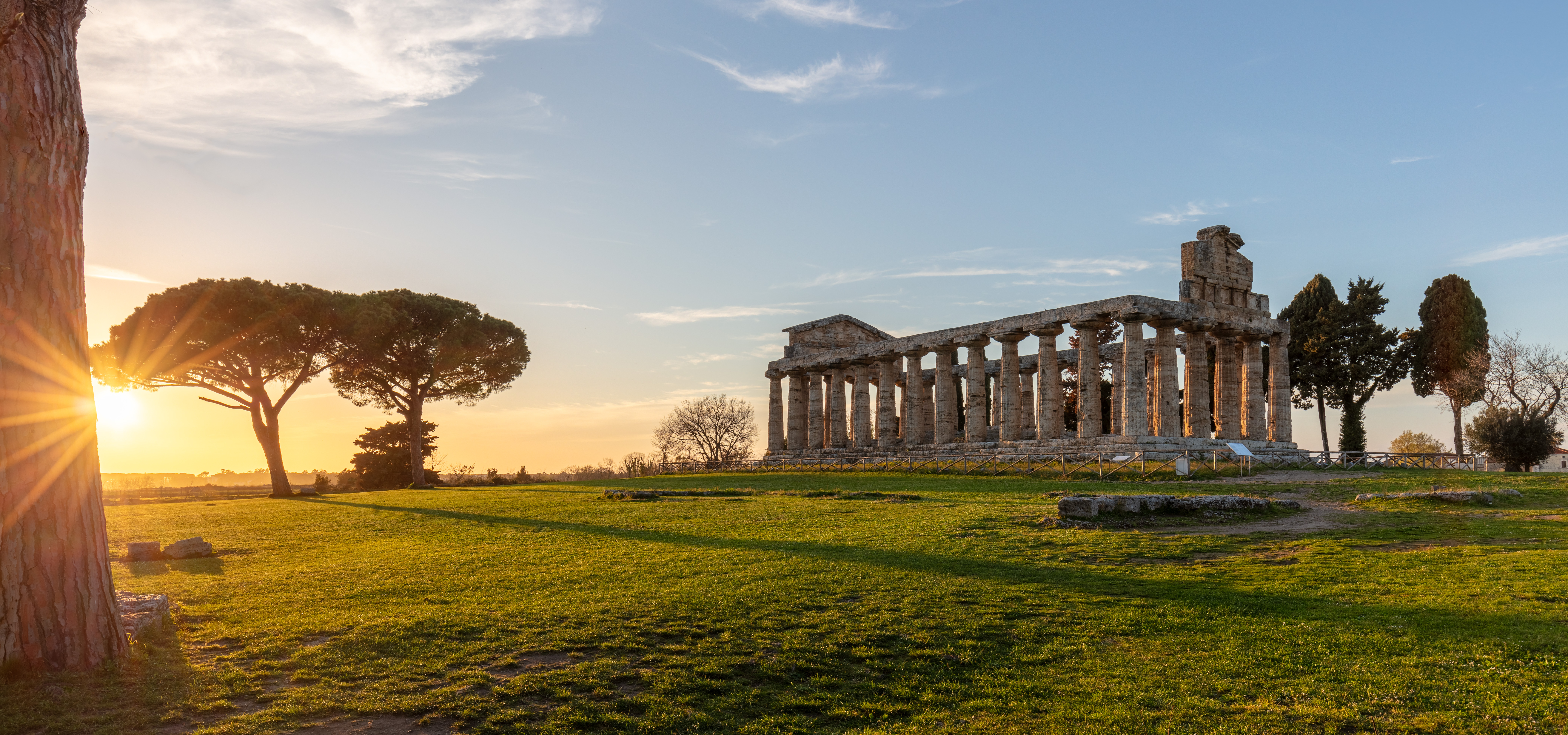
نمایی از معبد

معبد آتنا (انگلیسی: Temple of Athena) از معابد یونانی در منطقه باستانی پستوم در استان سالرنو، ایتالیا است.
ساخت این معبد در حدود ۵۱۰ پیش از میلاد شروع و در سال ۵۰۰ پیش از میلاد تکمیل شده است. برای مدتی به اشتباه تصور می‌شد که این معبد به سرس تقدیم شده است اما در نتیجه بازیابی مجسمه‌های سفالین که آتنا را نشان می‌دهد، اکنون تصور می‌شود که به او تقدیم شده است.